# 联合国安全理事会第24号决议
《联合国安理会24号决议》是联合国安全理事会在1947年4月30日于第132次会议上通过的决议案。该决议以10票赞成，1票弃权通过。
决议决定将匈牙利加入联合国的申请交给联合国申请入会国资格审查委员会审查。